# Lovčica-Trubín
Lovčica-Trubín este o comună slovacă, aflată în districtul Žiar nad Hronom din regiunea Banská Bystrica. Localitatea se află la altitudinea de 344 m deasupra n.m., se întinde pe o suprafață de 34,59 km2 și în 2017 număra 1.594 de locuitori.

## Istoric
Localitatea Lovčica-Trubín este atestată documentar din 1488.

## Demografie
| An:                | 1994 | 2004   | 2014   | 2024   |
| ------------------ | ---- | ------ | ------ | ------ |
| Număr de persoane: | 1478 | 1497   | 1610   | 1567   |
| Diferență:         |      | +1,28% | +7,54% | −2,67% |

| An:                | 2023 | 2024   |
| ------------------ | ---- | ------ |
| Număr de persoane: | 1571 | 1567   |
| Diferență:         |      | −0,25% |